# Xanti (Hörspielserie)
| Stab |
| --- |
| - Regie: Ulli Herzog - Ton: Carsten Brüse - Redaktion/Produktion: Jutta Buschenhagen - Titelsong: Ulli Herzog/Heiko Rüsse, KIDDINX Studios - Musik: Jutta Stahlberg - Illustration: Gerhard Hahn Filmproduktion GmbH, Berlin |

Xanti ist eine Hörspielreihe aus dem Jahr 1989, in der die Abenteuer des kleinen Fuchs Xanti und seinen Freunden im Wunderwald erzählt werden. Die Reihe umfasst insgesamt 16 Folgen. 
Xanti wurde vom unter dem Label KIOSK des Berliner Verlags Hör+Lies auf Kassette herausgegeben. Geschrieben wurde die Serie von Joachim von Ulmann. Die Altersempfehlung für Xanti ist vier Jahre.

## Charaktere

### Hauptcharaktere
Xanti
Xanti (Stimme: Charles Rettinghaus) ist der Hauptcharakter. Er ist ein intelligenter und cleverer Rotfuchs. Die Illustrationen, die es von der Hörspielserie gibt, zeigen ihn mit blauem T-Shirt und einem gelben Halstuch. Außerdem trägt er weiße Handschuhe. Xanti lebt bei Bongo Bärentatze in der Bärenhöhle. 
Robur
Robur (Stimme: Arnold Marquis) ist die alte Eiche im Wunderwald und gleichzeitig der Erzähler aller Geschichten. Bei Vollmond treffen sich alle Bewohner des Wunderwalds unter der alten Eiche und feiern die ganze Nacht. Robur kann seine Äste knarren lassen und so den „Wunderwaldalarm“ auslösen, was er allerdings nur bei Gefahr tut. Mit den Tieren des Wunderwalds kann er aber nicht sprechen und somit auch nicht in die Handlung selbst eingreifen. 
Bongo Bärentatze
Bongo (Stimme: Edgar Ott) ist, wie der Nachname vermuten lässt, ein Braunbär. Er geht aufrecht und trägt ein rotes Hemd mit weißem Kragen und lilafarbenen Ärmeln; außerdem rote Schuhe. Bongo liebt Honig und sammelt in seiner Vorratskammer Honigkrüge. 
Ypso
Ypso (Stimme: Frank Schaff) ist ein weißer Wolf und guter Freund von Xanti. Er trägt ein lilafarbenes Gewand, einen blauen Umhang mit einer Schärpe in derselben Farbe und einer Brosche; außerdem eine gelbe Hose und gelbe Handschuhe. Ypso stammt aus dem Reich der schwarzen Wölfe. Da er der einzige weiße Wolf war, durfte er nicht dort bleiben und sollte von den Wölfen geopfert werden.
In der ersten Folge retten Xanti und Glöckchen Ypso und bringen ihn in den Wunderwald. In Folge 12 wird dieser Konflikt wieder aufgenommen, da die schwarzen Wölfe versuchen in den Wunderwald einzudringen um Ypso zu entführen.
Glöckchen
Glöckchen (Stimme: Dorette Hugo) ist eine Elfe. Sie schwebt, anstatt zu gehen, trägt grünes, kunstvoll hochgestecktes Haar und ein grünes Elfenkleid. Sie ist Xantis Liebesobjekt, was in den meisten Folgen thematisiert wird. Glöckchen wohnt in einem Spinnwebenhaus nahe der Bärenhöhle. 
Susi Nimmersatt
Die in einem Blätterhäuschen wohnende Raupe Susi Nimmersatt (Stimme: Katja Nottke) ist die beste Köchin – und gleichzeitig die beste Esserin – im Wunderwald. Für ihren Blaubeerpudding ist sie berühmt. Sie ist gelb mit dünnen, blauen Querstreifen und trägt einen fliederfarbenen Schlapphut und eine Fliege in derselben Farbe. 
Ula
Ula (Stimme: Tilly Lauenstein) ist die weise Eule des Wunderwalds. 
Rocko
Rocko (Stimme: Wolfgang Ziffer) ist ein frecher und vorlauter Rabe. Er trägt einen roten Hut und einen roten Schal. 
Picus Stachel
Picus Stachel (Stimme: Joachim Tennstedt) ist ein aufrecht gehender, vorlauter und oft auf seinen eigenen Vorteil bedachter Igel. Er trägt eine gelbe Latzhose und seine Stacheln als langes Haar. 
Schaufel Spreizfuß
Schaufel Spreizfuß (Stimme: Santiago Ziesmer) ist ein fast blinder Maulwurf. Er ist Schuster und hat eine eigene Werkstatt. Seine Kleidung besteht aus einer blauen Hose, einer roten Schürze und einer Halbmondbrille. Außerdem hat er eine Halbglatze.
Pusto
Der Wind, der durch den Wunderwald weht.

### Nebencharaktere
Zu den Nebencharakteren, die nicht in jeder Folge vorkommen, zählen:
- Trolle: Die Trolle werden meist für alle bösen Ereignisse im Wunderwald verantwortlich gemacht.
- Schwarze Wölfe  bedrohen den Wunderwald.
- Die Königin der Trolle: Sie tritt in Folge 6, „Der Zauberstrauch“, und in Folge 9, „Die Trollkönigin“ in Erscheinung. Gesprochen von Inken Sommer.
- Der Königswolf der Schwarzen Wölfe (spricht nicht)

## Folgen
Die Folgen im Einzelnen hießen:
| 1. Im Wunderwald 2. Der Honigdieb 3. Wo ist Susi? 4. Die Lachwurzel | 5. Der Trollschatz 6. Der Zauberstrauch 7. Das Unwetter 8. Schaufels Bagger | 9. Die Trollkönigin 10. Die Echohöhle 11. Der versteinerte Baum 12. Die schwarzen Wölfe | 13. Die Ruine 14. Der Mondstein 15. Der Wettkampf 16. Die Riesenblume |

## Intro
Der Refrain zwischen den beiden Strophen in der Einleitung und die Gesangstexte waren stets gleichlautend: 
- Refrain: Xanti, der kleine Fuchs ist flink wie ein Wiesel und wach wie ein Luchs. 
Xanti, der Schlaukopf. Xanti, der Rotschopf. Xanti, der kleine freche Fuchs.
- Strophe 1 (von Xanti gesungen): Wo Tiere, Pflanzen, Geister leben, Elfen nachts im Mondlicht schweben, 
Trolle ihren Zauber weben, da bist du tief im Wunderwald, da bist du tief im Wunderwald.
- Strophe 2 (von Robur gesprochen): Weit hinter den bunten Regenbogenbergen am Ufer des großen Flusses liegt der Wunderwald. 
Hier sprechen große und kleine Tiere miteinander und leben in friedlicher Eintracht mit Waldgeistern und dem lustigen Elfenvolk. 
Hier erlebt ihr die schönsten Geschichten und Abenteuer.

## Trivia
Die Charaktere werden fast alle von äußerst bekannten Stimmen synchronisiert. Santiago Ziesmer ist unter anderem der Stammsynchronisator von Jaleel White als Steve Urkel in Alle unter einem Dach und Spongebob Schwammkopf. Auch Dorette Hugo sprach bereits Arielle, die Meerjungfrau und die Maus Trixi aus der Serie Chip und Chap – Die Ritter des Rechts. 

## Adaptionen
Xanti ist mittlerweile auch als mp3-Format erhältlich. Außerdem ist die Geschichte als Buch erschienen, und es gibt auch ein PC-Spiel.